# Absolutely Curtains
Pistes de Obscured by Clouds
Stay
(9)
Absolutely Curtains est un morceau instrumental de Pink Floyd, figurant sur l'album Obscured by Clouds créé et enregistrée au château d'Hérouville, à côté de Pontoise (France) en 1972 en musique. C’est le dixième et dernier morceau de l’album.
Le morceau se divise en deux parties. La première comporte des nappes de synthétiseurs aériens accompagnées des roulements de batteries de Nick Mason, puis dans la dernière partie du morceau, on entend un chant de la tribu Magupa, enregistré pour le film de Barbet Schroeder La Vallée, film dont Obscured by Clouds est la bande originale.

## Crédits
- Nick Mason : percussions, cymbales
- Richard Wright : orgue, piano, synthétiseur
- Tribu Magupa : chant